# Streamwood
Streamwood é uma aldeia localizada no estado americano de Illinois, no Condado de Cook.

## Demografia
Segundo o censo americano de 2000, a sua população era de 36.407 habitantes.
Em 2006, foi estimada uma população de 37.535, um aumento de 1128 (3.1%).

## Geografia
De acordo com o United States Census Bureau tem uma área de 19,0 km², dos quais 18,9 km² cobertos por terra e 0,1 km² cobertos por água. Streamwood localiza-se a aproximadamente 257 m acima do nível do mar.

## Localidades na vizinhança
O diagrama seguinte representa as localidades num raio de 8 km ao redor de Streamwood.